# Erinnerungsmedaille für den Feldzug 1866
Die Erinnerungsmedaille für den Feldzug 1866 war eine militärische Auszeichnung für Offiziere und Mannschaften, die am Feldzug 1866 teilgenommen hatten.
Stifter war der Fürst Paul Friedrich Emil Leopold des Fürstentums Lippe-Detmold. Stiftungsdatum war der 13. Februar 1867.

## Ordensdekoration
Die Ordensdekoration war eine runde Medaille aus Bronze. Auf der Vorderseite waren die Initialen des Stifters von der Fürstenkrone gekrönt und auf der Rückseite war die Jahreszahl 1866 von einem Lorbeerkranz umgeben.

## Ordensband
Das Ordensband war rot und mit gelber und weißer Randfassung auf beiden Seiten.
Getragen wurde die Auszeichnung auf der linken Brustseite.